# Aseraggodes bahamondei
Aseraggodes bahamondei är en fiskart som beskrevs av Randall och Meléndez, 1987. Aseraggodes bahamondei ingår i släktet Aseraggodes och familjen tungefiskar. Inga underarter finns listade i Catalogue of Life.